# Spirostreptus opistheurys
Spirostreptus opistheurys är en mångfotingart som beskrevs av Carl Graf Attems 1902. Spirostreptus opistheurys ingår i släktet Spirostreptus och familjen Spirostreptidae. Inga underarter finns listade i Catalogue of Life.